# Ken Akamatsu
Ken Akamatsu (赤松 健, Akamatsu Ken) es un mangaka japonés , nacido el 5 de julio de 1968 en Kanagawa. Suspendió dos veces el examen de acceso a la prestigiosa Universidad de Tokio en la sección de estudios audiovisuales y acabó estudiando literatura en la Universidad de Chūō.
Al igual que muchos dibujantes japoneses, comenzó dibujando dōjinshi para el Comiket, bajo el seudónimo de Awa Mizuno (水野亜和, Mizuno Awa), y posteriormente se introdujo en el manga comercial. Love Hina es el manga con el que se dio a conocer al mundo, aunque anteriormente había dibujado AI Ga Tomaranai y Always My Santa.
La mayor parte de sus obras tienen escenas ecchi y, concretamente, Love Hina y Magister Negi Magi se pueden considerar "harem manga", pues el protagonista es un chico rodeado de chicas.
Akamatsu reconoce que su personaje preferido de Love Hina es Motoko Aoyama. Mide 1,75 m y podría pasar por modelo. A primera vista es fuerte, pero le divierte dibujarla porque también tiene una parte sensible y a veces rompe a llorar.
El protagonista de Love Hina, Keitarô comienza habiendo suspendido dos veces el examen de acceso a la Universidad de Tokio como le sucedió a Ken en su propia vida.
Para ver un listado actualizado de los artículos relacionados con este autor consulte la categoría de Ken Akamatsu
Recientemente, ha comenzado un nuevo manga, UQ Holder!, en la Weekly Shōnen Magazine; el cual debutó el 28 de agosto de 2013.

## Mangas
- AI Ga Tomaranai (ＡＩが止まらない)  - 9 volúmenes (1994 - 1997 publicado en la Shūkan Shōnen Magazine)

- Always My Santa (いつだってＭｙサンタ, Itsudatte my Santa)

- Love Hina (ラブひな)  - 14 volúmenes (1998-2001  publicado en la Shūkan Shōnen Magazine)

- Magister Negi Magi (魔法先生ネギま！, Mahō Sensei Negima o simplemente Negima) - 38 volúmenes (2003-2012 publicado en la Shūkan Shōnen Magazine)

- Hito Natsu no Kids Game (ひと夏のKIDSゲーム)

- Ground Defense Force Mao-chan

- UQ Holder! (ユーキューホルダー!) 20 volúmenes - presente (2012  - 2022; inicialmente publicado en la Shūkan Shōnen Magazine hasta el año 2016, publicado en la revista Bessatsu Shōnen Magazine hasta su culminación)

## Anime
- Hayate the Combat Butler! Heaven Is a Place on Earth (película, agradecimientos especiales)
- Love Hina (historia; también hizo sus propias voces en dos especiales)
- Negima!: Magister Negi Magi (historia)
- Ground Defense Force! Mao-chan (historia, diseño de personajes)
- Itsudatte My Santa! (historia)
- Uta Kata (dibujante de ending, episodio 11)
- UQ Holder!: Mahou Sensei Negima! 2 (12 episodios 3 OVA)